# Algiers (film)
Algiers is een Amerikaanse film van John Cromwell die werd uitgebracht in 1938.
De film is een remake van de Franse klassieker Pépé le Moko van Julien Duvivier (1937). Het scenario is gebaseerd op de gelijknamige misdaadroman  (1931) van Henri La Barthe. 

## Verhaal
De Fransman Pepe Le Moko verstopt zich al geruime tijd in Algiers, in het onontwarbare labyrint van de Kasba, een 'smeltkroes van rassen en nationaliteiten voor alle zonden van de wereld'. Hij is een dief, die twee jaar geleden met een aanzienlijke buit Frankrijk is ontvlucht. De Franse gerechtelijke instanties dringen erop aan dat men eindelijk werk maakt van Pepe's arrestatie en uitlevering. De listige lokale politie-inspecteur Slimane vertelt de uit Parijs overgekomen ongeduldige inspecteur dat de aanhouding van Pepe een kwestie van tijd is omdat hij Pepe's gewoonten en zwakheden nog bestudeert. In de Kasba heeft Pepe Ines, een plaatselijke schone, ontmoet en zij is zijn minnares geworden. Toch ervaart Pepe de Kasba meer en meer als een gevangenis. 
Als hij op een dag de jonge Parijse toeriste Gaby ontmoet maakt zij bij hem herinneringen los aan zijn vroeger leven in Parijs en voelt hij zich nog meer opgesloten. Hij wordt verliefd op Gaby. Dat is niet naar de zin van zijn Algerijnse minnares. Woedend van jaloersheid is die van plan zich te wreken.

## Rolverdeling
| Acteur           | Personage               | Rolbeschrijving                                  |
| ---------------- | ----------------------- | ------------------------------------------------ |
| Charles Boyer    | Pepe le Moko            |                                                  |
| Sigrid Gurie     | Ines                    | een vrouw die verliefd is op Pepe                |
| Hedy Lamarr      | Gaby                    | een knappe Parisienne op wie Pepe verliefd wordt |
| Joseph Calleia   | inspecteur Slimane      |                                                  |
| Alan Hale        | Grandpere               |                                                  |
| Gene Lockhart    | Regis                   | medeplichtige van Pepe en verklikker             |
| Walter Kingsford | hoofdinspecteur Louvain |                                                  |
| Paul Harvey      | commissaris Janvier     |                                                  |
| Stanley Fields   | Carlos                  |                                                  |
| Johnny Downs     | Pierrot                 | een jonge bandiet                                |
| Charles D. Brown | Max                     |                                                  |
| Robert Greig     | Giraux                  | de rijke vrijer van Gaby                         |
| Leonid Kinskey   | L'Arbi                  | een verklikker                                   |
| Joan Woodbury    | Aicha                   | de vriendin van Pierrot                          |
| Nina Koshetz     | Tania                   | de vrouw van Carlos                              |

## Trivia
- De Frans-Amerikaanse acteur Charles Boyer nam de (titel)rol van Jean Gabin over.
- De Oostenrijks-Amerikaanse actrice Hedy Lamarr maakte haar Hollywooddebuut in Algiers.